# PalaEstra
Le PalaEstra (anciennement PalaSclavo et Palasport Mens Sana) est une salle multifonction située à Sienne, dans la région de Toscane, en Italie. La salle a une capacité de 5 070 spectateurs et accueille les rencontres à domicile du Mens Sana Basket.

## Galerie

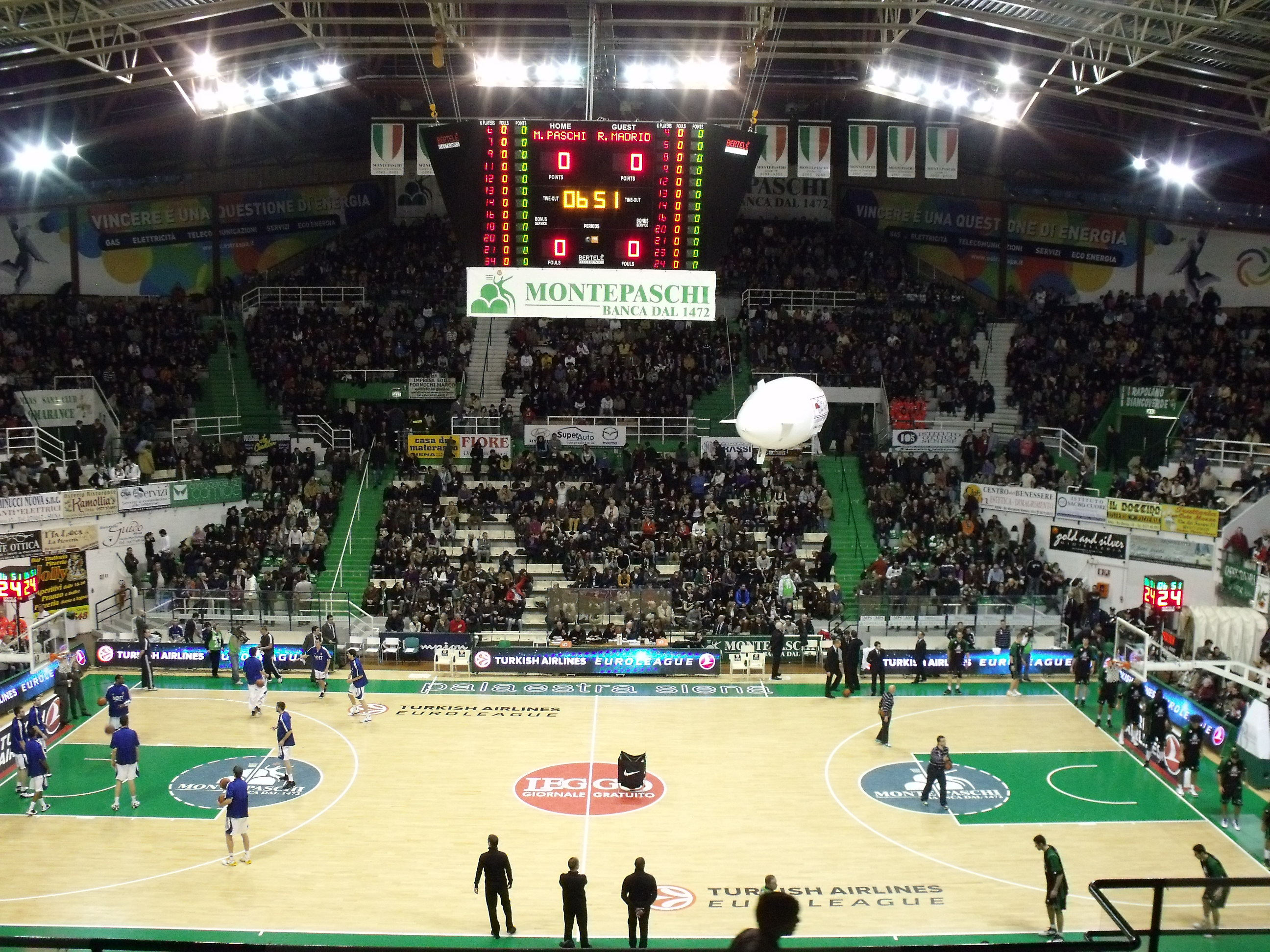